# Bouziès
Bouziès é uma comuna francesa na região administrativa de Occitânia, no departamento de Lot. Estende-se por uma área de 8,20 km². Em 2010 a comuna tinha 89 habitantes (densidade: 10,9 hab./km²).